# Desa Turi (administrativ by i Indonesien, lat -7,33, long 111,68)
Desa Turi är en administrativ by i Indonesien.   Den ligger i provinsen Jawa Timur, i den västra delen av landet, 500 km öster om huvudstaden Jakarta.